# Live Fast
Live Fast è un singolo dei rapper statunitensi Yawns, Lil Zubin e Lil Tracy, pubblicato il 25 ottobre 2018

## Tracce
1. Live Fast – 2:48